# Ausviga
Ausvika este o localitate din comuna Søgne, provincia Vest-Agder, Norvegia, cu o suprafață de 0,23 km² și o populație de 524 locuitori (2013).